# Ceftriaxona
La ceftriaxona es un antibiótico de la clase de cefalosporinas de tercera generación (con un peso molecular de 554,58 daltones), por lo que tiene acciones de amplio espectro en contra de bacterias Gram negativas y Gram positivas. En la mayoría de los casos, se considera equivalente a la cefotaxima en relación con su eficacia y seguridad.[cita requerida]

## Mecanismo de acción
El anillo betalactámico es parte de la estructura de las cefalosporinas, por lo tanto, la ceftriaxona es un antibiótico betalactámico. El modo de acción de estos antibióticos es la inhibición de la síntesis de la pared celular de las bacterias, específicamente por unión a unas proteínas bacterianas llamadas "proteínas ligandos de la penicilina (PBPs).

## Uso clínico
La ceftriaxona se usa con frecuencia en combinación con antibióticos macrólidos y/o aminoglucósidos para el tratamiento de neumonía comunitaria y nosocomial leve o moderada. Es también la primera línea en el tratamiento de la meningitis bacteriana y la peritonitis bacteriana espontánea. En pediatría, se usa a menudo para recién nacidos febriles entre 4 y 8 semanas de vida que llegan al hospital para excluir una sepsis. Ha sido usado también para el tratamiento de la enfermedad inflamatoria pelvica, meningitis, vaginitis, sífilis cóngenita, entre otras más.

## Dosis
La clásica dosis de entrada es de 1 g vía intravenosa cada día, aunque la dosificación tiene que ser ajustada para pacientes de menos edad. Dependiendo del tipo y la severidad de la infección, la dosis varía entre 1-2 g cada 12-24 h vía intravenosa o intramuscular.